# Горобиевка (Бориспольский район)
Горобиевка (укр. Горобіївка) — село, входит в Бориспольский район Киевской области Украины.
Население по переписи 2001 года составляло 402 человека. Почтовый индекс — 08300. Телефонный код — 4595. Занимает площадь 1,682 км². Код КОАТУУ — 3220886704.

## Местный совет
08323, Киевская обл, Бориспольский р-н, с. Сеньковка, ул. Ленина, 5